# RHG
Die RHG (Raiffeisen Handelsgenossenschaft) ist eine im Jahr 1990 gegründete Marketingkooperation von ehemaligen Franchisenehmern der BayWa AG. Sie ist in den Bundesländern Sachsen, Thüringen, Sachsen-Anhalt und Brandenburg vertreten. Alle Unternehmen der RHG-Gruppe sind, nach der Beendigung der Zusammenarbeit mit der BayWa AG und mit dem Anschluss an die RHG-Gruppe, Gesellschafter der Eurobaustoff Handelsgesellschaft mbH & Co. KG geworden.
Jedes RHG-Unternehmen ist also ein eigenständiges Unternehmen, das zusammen mit Anderen ein einheitliches Erscheinungsbild aufweist.
Derzeit befinden sich, unter dem Namen RHG, an 37 Standorten Bau & Garten-Märkte, an 33 Standorten Baustoffmärkte und an 7 Standorten Zoomärkte, darunter ein Landhandelsmarkt.

## Unternehmen
Diese Unternehmen haben sich bereits der RHG-Gruppe angeschlossen:
- Raiffeisen Handelsgenossenschaft Mittelsachsen e. G. mit den Standorten:
  - Leisnig
  - Oschatz
  - Döbeln
  - Mügeln
  - Waldheim
  - Hartha
  - Rossau
  - Hainichen
  - Oederan
  - Annaberg-Buchholz
  - Penig
  - Döhlen
  - Chemnitz (Grüna)
  - Schönberg

- Raiffeisen Handelsgenossenschaft BHG Dresden e. G. mit den Standorten:
  - Dresden,
  - Stolpen
  - Pirna und
  - Rathmannsdorf

- Raiffeisen-Handelsgenossenschaft Lichte e. G. mit den Standorten:
  - Bad Lobenstein,
  - Schleiz,
  - Auma,
  - Schalkau,
  - Neuhaus und
  - Oberweißbach

- Raiffeisen Bezugs- und Handelsgenossenschaft Waldkirchen/Erzgeb. e. G. mit den Standorten:
  - Ehrenfriedersdorf,
  - Scharfenstein und
  - Lengefeld

- Raiffeisen Bezugs- und Handelsgenossenschaft „Erzgebirge“ e. G. (BHG) mit den Standorten:
  - Olbernhau,
  - Marienberg,
  - Brand-Erbisdorf,
  - Freiberg und
  - Rechenberg-Bienenmühle

- Raiffeisen – Handels- und Dienstleistungsgenossenschaft Spremberg e. G. mit den Standorten:
  - Spremberg und
  - Weißwasser

- Heide-Handels GmbH & Co. KG mit den Standorten:
  - Bad Düben,
  - Delitzsch,
  - Gräfenhainichen,
  - Kemberg,
  - Doberschütz,
  - Pretzsch,
  - Bad Schmiedeberg,
  - Eutzsch und
  - Wurzen[4]

## Leistungen
Zu dem Leistungsangebot gehören schwerpunktmäßig der Baustofffachhandel und die Bau- und Gartenmärkte. In einigen Regionen wird das Angebot durch den Landhandel, Zoomärkte, Betontankstellen und Brennstoffhandel erweitert. Somit gibt es bei der RHG-Gruppe Materialien zum Bauen, für das Haus, den Garten und für die Landwirtschaft und ein auf den regionalen Bedarf ausgerichtetes Sortiment.

### Baustoffe
- Tiefbau
- Hochbau
- Dach
- Fassade
- Innenausbau
- Garten- und Landschaftsbau
- Baugeräte, Werkzeuge
- Service
- Frischbeton-Tankstelle an einigen Standorten

### Baumarkt/Gartenmarkt/Zoomarkt
- Garten
- Technik
- Haushalt
- Arbeitsbekleidung
- Tierbedarf
- Zoo an einigen Standorten
- Landwirtschaftlicher Fachbedarf
- Renovieren
- Sanitär
- Baustoffe

### Landhandel
- Stall- und Melkhygiene
- Stall-/Hof- und Weidematerial
- Futtermittel
- Saatgut
- Silierung / Ernte
- Kleintierhaltung
- Pferdesport

### Brennstoffhandel
- deutsche Braunkohlenbriketts gesackt oder gebündelt
- Steinkohle
- Steinkohlenkoks
- Anthrazit-Nussbriketts
- Holzbriketts
- Kaminholz
- Anfeuerholz
- Holzpellets[6]

## Ausbildung
Zurzeit werden bei der RHG-Gruppe Groß- und Außenhandelskaufleute, Einzelhandelskaufleute und Fachkräfte für Lagerlogistik ausgebildet und es gibt verschiedene Möglichkeiten zur Weiterbildung und Aufstiegsqualifizierung. Die RHG-Unternehmen sind anerkannte Praktikumsbetriebe.